# Márk Tamás
Márk Tamás (Székesfehérvár, 28 ottobre 1993) è un calciatore ungherese, difensore del Diósgyőr.

## Carriera

### Club
Ha giocato nella prima divisione dei campionati ungherese, polacco, rumeno ed azero.

### Nazionale
L'8 settembre 2021 esordisce in nazionale maggiore nel successo per 2-1 contro Andorra.

## Palmarès

### Club

#### Competizioni nazionali
- Coppa di Romania: 1

Sepsi: 2022-2023